# ②mini〜生きるという力〜
『②mini〜生きるという力〜』（ツーミニ いきるというちから）は、℃-ute の2ndアルバム。

## 概要
- このミニアルバムでは、第2曲目以降はメンバーのうちの1人ないし数人で歌われている。
- 初回生産限定盤ではCD+DVD、通常盤はCDのみである。また、初回盤には「℃-uteフォトカード」1種封入されている。DVDには、2007年2月に日本青年館で行われたコンサート「℃-uteデビュー単独コンサート2007春 〜始まったよ!キューティーショー〜」の第1曲「JUMP」のクローズアップ版映像と、このアルバムのジャケット撮影風景が収録されている。

## 収録曲
全作詞・作曲：つんく
1. That's the POWER

編曲：湯浅公一
2. 僕らの輝き
歌：梅田えりか・岡井千聖・有原栞菜
編曲：小倉健二
3. ディスコ クイーン
歌：中島早貴・萩原舞
編曲：田中直
4. 通学ベクトル☂
歌：鈴木愛理
編曲：平田祥一郎
5. 夏DOKIリップスティック
歌：矢島舞美
編曲：山崎淳

## 参加ミュージシャン
- 湯浅公一 - プログラミング&ギター(1)
- 古川昌義 - ガットギター(1)、アコースティックギター(4)
- 飯田ヒロシ - パーカッション(1)
- 竹内浩明 - コーラス(1,3,5)
- 小倉健二 - プログラミング&ギター(2)
- つんく♂ - コーラス(2,3,4,5)
- CHINO - コーラス(2,4)
- 田中直 - プログラミング(3)
- 平田祥一郎 - プログラミング(4)
- 山崎淳 - プログラミング&ギター(5)